# Tekmar
Tekmar Slovensko s.r.o. — словацька компанія, виробник батончиків мюслі для дієтичного харчування і активного способу життя. Заснована у 1995 році. Головний офіс розташовується у місті Лужянки в Нітранському краї. Один з найбільших виробників батончиків в Європі.
Асортимент налічує понад 40 батончиків мюслі, які поділяються на групи, що націлені на різні категорії споживачів: молоді мами, діти, дієтична група, фітнес та інші. Усі групи відрізняються за складом, вагою, обсягом, зовнішнім виглядом і ціною. Продукція входить в комплекти бортового харчування для залізниць і авіаперельотів, поширюється як здорове харчування в спортивних і фітнес-клубах, аптеках тощо. 